# 人民文化宮

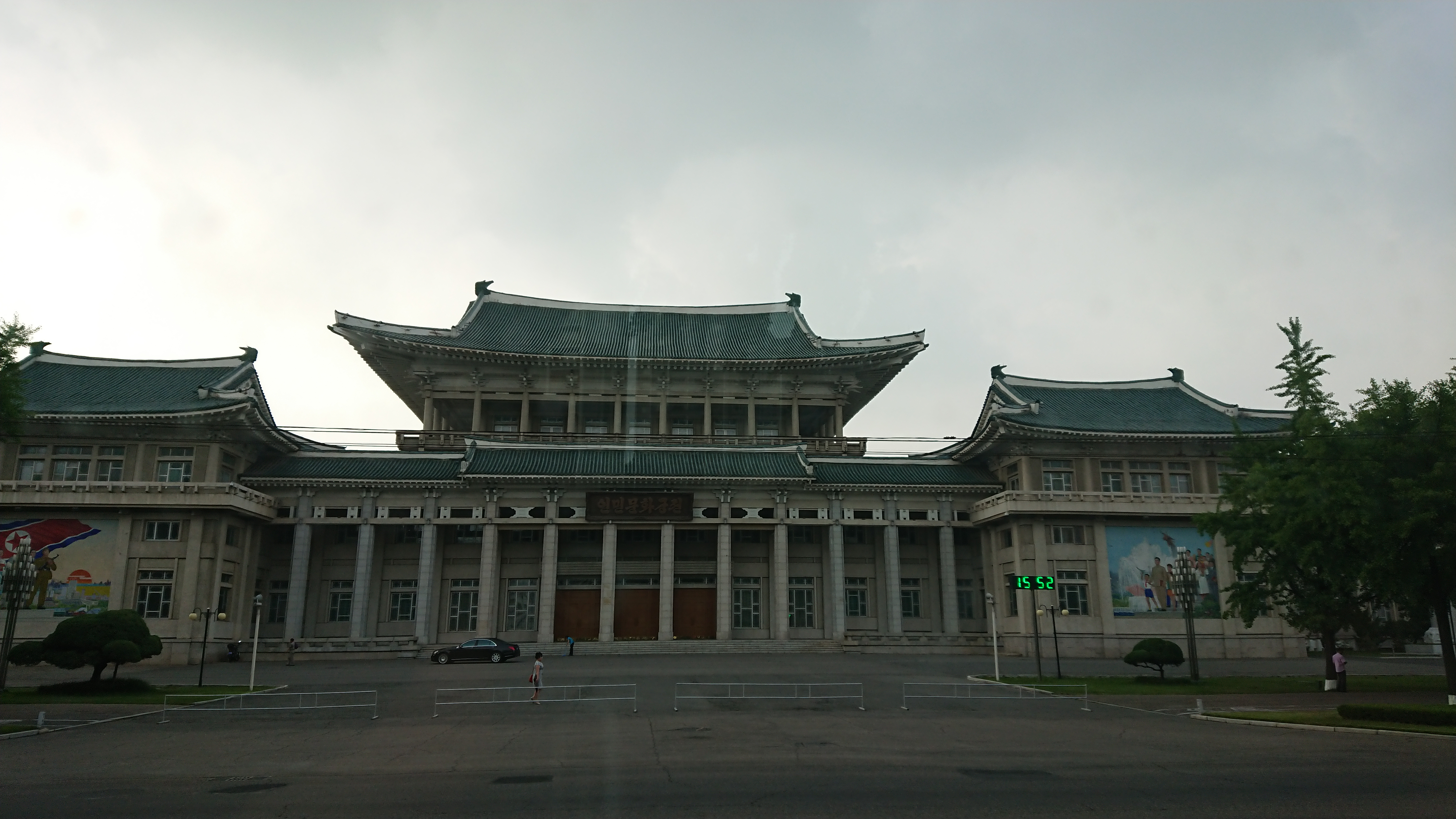
平壤人民文化宮

人民文化宮（朝鲜语：／），是位於朝鮮平壤直轄市的大型建築。於1974年1月建成，由地上3層、地下1層的三棟建築構成。最大的會議室可容納3000人以上。
人民文化宮集宴會、集會等功能於一身，根據在朝鮮舉辦重要活動的類型而靈活調整。如2000年6月13日南北首腦會晤期間，朝鮮最高人民會議常任委員會委員長金永南對前來到訪的韓國總統金大中的歡迎宴會在此舉行。2010年朝鮮勞動黨代表會議也在此召開。